# Назаров, Александр Карпович
Александр Карпович Наза́ров (17 [30] августа 1910, Авдотьевка, Широковский район — 31 декабря 1997, Санкт-Петербург) — советский кораблестроитель, инженер-конструктор ЦКБ-18 (ныне ЦКБ МТ «Рубин») и СКБ-143 (ныне СПМБМ «Малахит»). Участвовал в проектировании первой советской атомной подводной лодки проекта 627, главный конструктор первой подводной лодки с реакторной установкой на жидкометаллическом теплоносителе проекта 645 «К-27», подводных лодок проектов 705А, 686 и 659. Лауреат Сталинской и Ленинской премий.

## Биография
Родился 17 (30) августа 1910 года Авдотьевка Варваровской волости Николаевской губернии[уточнить] Российской империи (ныне в Широковском районе Днепропетровской области Украины).
С 1924 года начал работать учеником слесаря на судостроительном предприятии «Николаевские объединённые государственные заводы имени Андре Марти» в городе Николаев. С 1924 по 1926 годы учился в школе фабрично-заводского ученичества, а затем на рабфаке при заводе имени Андре Марти, до 1930 года работал слесарем в механическом цехе того же завода.
В сентябре 1930 года по комсомольской путёвке поступил на кораблестроительный факультет Военно-морского инженерного училища имени Ф. Э. Дзержинского. В январе 1935 года, по окончании училища, был назначен помощником военпреда на «Дальзавод» (№ 202) имени К. Е. Ворошилова во Владивостоке, однако из-за недостатка инженеров-механиков на кораблях был направлен на вспомогательное судно «Приморье» Тихоокеанского флота на должность помощника командира БЧ-5. В мае 1935 года переведён на должность помощника военпреда на «Дальзавод».

### Арест и работа в Особом конструкторском бюро
3 января 1938 года А. К. Назаров по ложному доносу был арестован, содержался без суда и следствия в тюрьме в подмосковном Болшево. Назаров был включён в состав Особого конструкторского бюро ОКБ-196 НКВД, которое под руководством В. С. Дмитриевского и А. С. Кассациера работала над созданием первой экспериментальной малой подводной лодки (ПЛ) проекта 601 с единым двигателем — дизелем, работающим по замкнутому циклу c химическим поглотителем углекислого газа. Разработка получила наименование «Проект 95» (главный конструктор А. С. Кассациер). В 1939 году А. К. Назаров вместе с другими заключёнными был переведён в Ленинград на судостроительный завод «Судомех» для участия в постройке этой экспериментальной лодки. В мае 1940 года Назарову предъявили обвинения по статье 58 (ч. 16, 7, 11) УК РСФСР и он был осуждён Военной коллегией Верховного суда СССР к лишению свободы на 10 лет с дальнейшим поражением в правах на пять лет. Приговор Назарову был объявлен только в начале Великой Отечественной войны. В 1941 году построенную экспериментальную ПЛ проекта 95 вместе с экипажем, конструкторами, строителями и охраной перевезли на барже сначала в Горький на завод «Красное Сормово», а затем в Сталинград, откуда она своим ходом пришла в Баку для достройки и испытаний. В 1944 году лодка вместе с участниками испытаний вернулась в Ленинград и в 1946 году была сдана ВМФ для опытной эксплуатации. 30 октября 1946 года А. К. Назаров и другие её конструкторы были досрочно освобождены и направлены на работу в ЦКБ-18 (ныне ЦКБ МТ «Рубин»). В 1948 году конструкторы ПЛ проекта 95 стали лауреатами Сталинской премии II степени, в том числе и А. К. Назаров «за создание нового двигателя для боевых кораблей». В 1955 году приговор по делу А. К. Назарова был отменён, он был восстановлен в рядах КПСС, а время заключения зачислено в стаж службы в Военно-морском флоте.

### Конструктор подводных лодок
С 1946 года Назаров работал в должности старшего конструктора ЦКБ-18. Участвовал в разработке новых проектов ПЛ: в 1947 году был помощником, а с 1949 года заместителем главного конструктора А. С. Кассациера по проектированию, постройке и сдаче флоту лодок проектов 615 и А615, а также проекта 633Л.
В 1956 году А. К. Назаров был переведён в СКБ-143 (ныне СПМБМ «Малахит»), где принимал участие в проектировании первых отечественных атомных подводных лодок (АПЛ) проектов 627 и 627А, а также первой АПЛ проекта 645 «К-27» с ядерной паропроизводительной установкой (ЯППУ) с жидкометаллическим теплоносителем. Руководил проектными работами начальник и главный конструктор СКБ-143 В. Н. Перегудов.

Погружение АПЛ «К-27»

2 ноября 1956 года А. К. Назаров был назначен главным конструктором АПЛ проекта 645. Строилась подводная лодка на заводе № 402 (сейчас «Северное машиностроительное предприятие») в Северодвинске. Назаров руководил всеми этапами создания лодки: проектированием, участвовал в строительстве, во всех испытаниях АПЛ и сдаче её флоту. Первая лодка данного проекта «К 27» вступила в строй 30 октября 1963 года и вошла в состав Северного флота. В приёмном акте Правительственная комиссия (председатель вице-адмирал Г. Н. Холостяков) отметила, что «опытная крейсерская подводная лодка „К-27“ пр. 645 стала первой в мире атомной ПЛ, на которой установлены реакторы, охлаждаемые сплавом „свинец-висмут“, что является крупным научно-техническим достижением». Параллельно с проектированием АПЛ проекта 645 Назаров руководил проектированием наземного типа корабельной ЯППУ ВТ-1 (стенд 27/ВТ) в Физико-энергетическом институте в г. Обнинске.

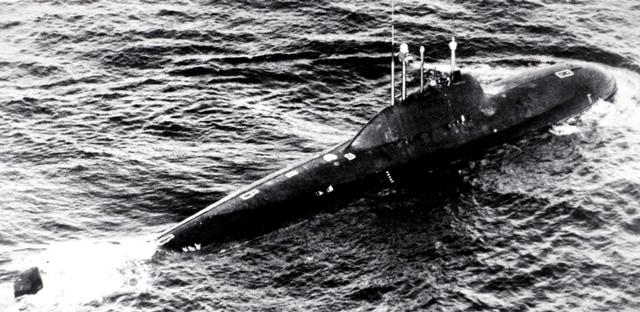
Подводная лодка проекта 705

В 1964 году А. К. Назарову за создание новой энергетической установки была присуждена Ленинская премия. 27 января 1964 года А. К. Назаров был назначен главным конструктором АПЛ проекта 705А. Также Александр Карпович руководил разработкой новых проектов подводных лодок: ограниченного водоизмещения (проект 672), с крылатыми ракетами на борту (проект 686), с большой скоростью хода (проект 659), подводной лодки-лаборатории для исследования в области гидродинамики по теме научно-исследовательских работ «Океан».
В 1966 году Назаров был награждён орденом Ленина за создание новой техники. В 1968 году Александр Назаров участвовал в ликвидации последствий ядерно-радиационной аварии паропроизводительной установки левого борта АПЛ «К-27».
В 1976 году вышел на пенсию по состоянию здоровья, но продолжал работать в должности старшего научного сотрудника КБ «Малахит».
Умер 31 декабря 1997 года в Санкт-Петербурге.